# Kikuka-shō
Kikuka-shō, (japanskt St. Leger), är ett japanskt galopplöp för treåriga fullblod som rids årligen på Kyoto Racecourse i Fushimi-ku i Kyoto i Japan. Det är ett Grupp 1-löp, det vill säga ett löp av högsta internationella klass. Löpet rids över 3000 meter på gräs i oktober.
Löpet reds för första gången 1938, och är den japanska motsvarigeten till det engelska löpet St. Leger Stakes. Löpet är det tredje och sista som ingår i en japansk Triple Crown. De andra löpen är Satsuki Shō (japanskt 2000 Guineas) och Tōkyō Yūshun (japanskt Derby).

## Segrare
| År   | Häst                 | Jockey             | Tränare            | Ägare                      | Tid    |
| ---- | -------------------- | ------------------ | ------------------ | -------------------------- | ------ |
| 1990 | Mejiro McQueen       | Koichi Uchida      | Yasuo Ikee         | Mejiro Farm                | 3:06.2 |
| 1991 | Leo Durban           | Yukio Okabe        | Shinji Okuhira     | Ryu Tanaka                 | 3:09.5 |
| 1992 | Rice Shower          | Hitoshi Matoba     | Yoshiji Iizuka     | Hideo Kuribayashi          | 3:05.0 |
| 1993 | Biwa Hayahide        | Yukio Okabe        | Mitsumasa Hamada   | Biwa Co Ltd                | 3:04.7 |
| 1994 | Narita Brian         | Katsumi Minai      | Masaaki Okubo      | Hidenori Yamaji            | 3:04.6 |
| 1995 | Mayano Top Gun       | Seiki Tabara       | Masahiro Sakaguchi | Yu Tadokoro                | 3:04.4 |
| 1996 | Dance in the Dark    | Yutaka Take        | Kojiro Hashiguchi  | Shadai Race Horse          | 3:05.1 |
| 1997 | Machikane Fukukitaru | Katsumi Minai      | Hisao Nibun        | Masuo Hosokawa             | 3:07.7 |
| 1998 | Seiun Sky            | Norihiro Yokoyama  | Kazutaka Yasuda    | Masayuki Nishiyama         | 3:03.2 |
| 1999 | Narita Top Road      | Kaoru Watanabe     | Yoshio Oki         | Hidenori Yamaji            | 3:07.6 |
| 2000 | Air Shakur           | Yutaka Take        | Hideyuki Mori      | Lucky Field Co Ltd         | 3:04.7 |
| 2001 | Manhattan Cafe       | Masayoshi Ebina    | Futoshi Kojima     | Kiyoshi Nishikawa          | 3:07.2 |
| 2002 | Hishi Miracle        | Koichi Tsunoda     | Masaru Sayama      | Masaichiro Abe             | 3:05.9 |
| 2003 | That's the Plenty    | Katsumi Ando       | Kojiro Hashiguchi  | Shadai Racehorse Co.       | 3:04.8 |
| 2004 | Delta Blues          | Yasunari Iwata     | Katsuhiko Sumii    | Sunday Racing Co. Ltd.     | 3:04.8 |
| 2005 | Deep Impact          | Yutaka Take        | Yasuo Ikee         | Kaneko Makoto Holdings Co. | 3:04.6 |
| 2006 | Song of Wind         | Koshiro Take       | Hidekazu Asami     | Shadai Racehorse Co.       | 3:02.7 |
| 2007 | Asakusa Kings        | Hirofumi Shii      | Ryuji Okubo        | Keiko Tahara               | 3:05.1 |
| 2008 | Oken Bruce Lee       | Hiroyuki Uchida    | Hidetaka Otonashi  | Akira Fukui                | 3:05.7 |
| 2009 | Three Rolls          | Suguru Hamanaka    | Kohei Take         | Nagai Shoji Co.            | 3:03.5 |
| 2010 | Big Week             | Yuga Kawada        | Hiroyuki Nagahama  | Yuzo Tanimizu              | 3:06.1 |
| 2011 | Orfevre              | Ken-ichi Ikezoe    | Yasutoshi Ikee     | Sunday Racing Co., Ltd.    | 3:02.8 |
| 2012 | Gold Ship            | Hiroyuki Uchida    | Naosuke Sugai      | Eiichi Kobayshi            | 3:02.9 |
| 2013 | Epiphaneia           | Yuichi Fukunaga    | Katsuhiko Sumii    | U Carrot Farm              | 3:05.2 |
| 2014 | Toho Jackal          | Manabu Sakai       | Kiyoshi Tani       | Toho Bussan Co Ltd         | 3:01.0 |
| 2015 | Kitasan Black        | Hiroshi Kitamura   | Hisashi Shimizu    | Ono Shoji                  | 3:03.9 |
| 2016 | Satono Diamond       | Christophe Lemaire | Yasutoshi Ikee     | Hajime Satomi              | 3:03.3 |
| 2017 | Kiseki               | Mirco Demuro       | Katsuhiko Sumii    | Tatsue Ishikawa            | 3:18.9 |
| 2018 | Fierement            | Christophe Lemaire | Takahisa Tezuka    | Sunday Racing              | 3:06.1 |
| 2019 | World Premiere       | Yutaka Take        | Yasuo Tomomichi    | Ryoichi Otsuka             | 3:06.0 |
| 2020 | Contrail             | Yuichi Fukunaga    | Yoshito Yahagi     | Shinji Maeda               | 3:05.5 |
| 2021 | Titleholder          | Takeshi Yokoyama   | Toru Kurita        | Hiroshi Yamada             | 3:04.6 |

1. ↑  2021 års upplaga reds på Hanshin Racecourse på grund av ombyggnad på Kyoto Racecourse.

## Tidigare segrare
- 1938 - Tetsumon
- 1939 - Marutake
- 1940 - Tetsuzakura
- 1941 - St Lite
- 1942 - Hayatake
- 1943 - Kurifuji
- 1944 - inget löp
- 1945 - inget löp
- 1946 - Azumarai
- 1947 - Browny
- 1948 - Newford
- 1949 - Tosa Midori
- 1950 - High Record
- 1951 - Track O
- 1952 - Saint O
- 1953 - Hakuryo
- 1954 - Dainana Hoshu
- 1955 - Meiji Hikari
- 1956 - Kitano O
- 1957 - Rhapsody
- 1958 - Koma Hikari
- 1959 - Hakukurama
- 1960 - Kitano Oza
- 1961 - Azuma Tenran
- 1962 - Hirokimi
- 1963 - Great Yoruka
- 1964 - Shinzan
- 1965 - Dai Koter
- 1966 - Nasuno Kotobuki
- 1967 - Knit Eight
- 1968 - Asaka O
- 1969 - Akane Tenryu
- 1970 - Date Tenryu
- 1971 - Nihon Pollow Moutiers
- 1972 - Ishino Hikaru
- 1973 - Take Hope
- 1974 - Kitano Kachidoki
- 1975 - Kokusai Prince
- 1976 - Green Grass
- 1977 - Press Toko
- 1978 - Inter Gushiken
- 1979 - Hashi Hermit
- 1980 - North Gust
- 1981 - Minagawa Manna
- 1982 - Horisky
- 1983 - Mr. C.B.
- 1984 - Symboli Rudolf
- 1985 - Miho Shinzan
- 1986 - Mejiro Durren
- 1987 - Sakura Star O
- 1988 - Super Creek
- 1989 - Bamboo Begin